# Rahlbruch
Der Rahlbruch ist ein Naturschutzgebiet in der Stadt Porta Westfalica. Es ist rund 28 Hektar groß und wird unter der Bezeichnung MI-041 geführt. Der Rahlbruch wurde 1991 unter Naturschutz gestellt.
Das Gebiet liegt südwestlich des Ortsteiles Möllbergen und südlich der Autobahn 2.
Die Unterschutzstellung soll zur Erhaltung wertvoller Feuchtbiotope dienen. Das Biotop ist mit seinen Feucht- und Nasswiesen, Großseggenrieden und Röhrichten, naturnahen Waldbeständen sowie Tümpeln ein Refugium für seltene Tier- und Pflanzenarten. Ein aktuelles Verbundprojekt des Naturschutzbund Deutschland, des Kreises Minden-Lübbecke und der Stadt Porta Westfalica widmet sich dem Schutz der ansässigen Gelbbauchunken.